# Homalia lusitanica
Homalia lusitanica là một loài Rêu trong họ Neckeraceae. Loài này được Schimp. miêu tả khoa học đầu tiên năm 1856.